# Operação Bamenda Limpa
A Operação Bamenda Limpa é uma operação especial de contrainsurgência conduzida pelo exército camaronês em Bamenda, na Região Noroeste dos Camarões, com o objetivo de impedir que os movimentos separatistas anglófonos operem na cidade. Em janeiro de 2021, Camarões estava alcançando gradualmente o que um analista de segurança da Universidade de Yaoundé chamou de "paz relativa" em Bamenda, e o prefeito da cidade declarou que a operação estava sendo bem-sucedida. No entanto, em março de 2021, os toques de recolher impostos pelos separatistas continuam sendo amplamente observados pela população local, e os separatistas controlam a maioria das estradas de entrada e saída de Bamenda.

## Contexto
Durante toda a crise anglófona nos Camarões, os separatistas armados usaram motocicletas para perpetrar táticas de guerrilha contra soldados, policiais e forças de segurança camaronesas que desejavam privá-los de bases de operações na cidade e arredores. Em 4 de setembro, o prefeito de Bamenda proibiu a circulação de motocicletas na cidade, ao que os separatistas responderam ameaçando interromper todo o tráfego. Três dias antes do lançamento oficial das operações, soldados do Batalhão de Intervenção Rápida mataram um proeminente general ambazoniano em Bamenda, Luca Fonteh, conhecido pelo nome de guerra “General Mad Dog”.
Os rebeldes de Bamenda incluem combatentes do sexo feminino.

## A operação

### Objetivos e justificativa
A operação foi oficialmente anunciada no mesmo dia em que começou, 8 de setembro de 2020, um dia antes do terceiro aniversário do início do conflito e 23 dias antes do dia da declaração de independência da Ambazônia.
Os objetivos declarados foram proteger os civis de “terroristas” e “criminosos” e restaurar a segurança pública na cidade. A operação estava alinhada com a estratégia militar geral dos Camarões, que se concentrava em manter o controle de todas as principais áreas urbanas nas regiões anglófonas, sem tentar recapturar todas as áreas rurais que estavam sob o controle dos separatistas. Em setembro de 2020, os separatistas controlaram abertamente vilarejos não muito longe de Bamenda.

## Abusos alegados
No final de setembro, a Ordem dos Advogados dos Camarões acusou o exército de extorsão e intimidação de civis, prisões arbitrárias, agressão, tortura e negação de acesso a advogados para os detidos. Preocupações semelhantes foram expressas por moradores no dia em que a operação começou. O brigadeiro-general Valère Nka negou as acusações e disse que o exército respeita os direitos humanos.